# Glockenstab

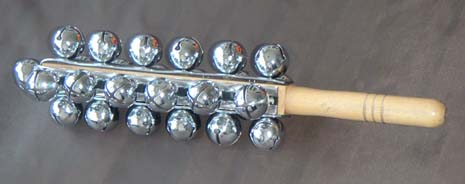
Glockenstab

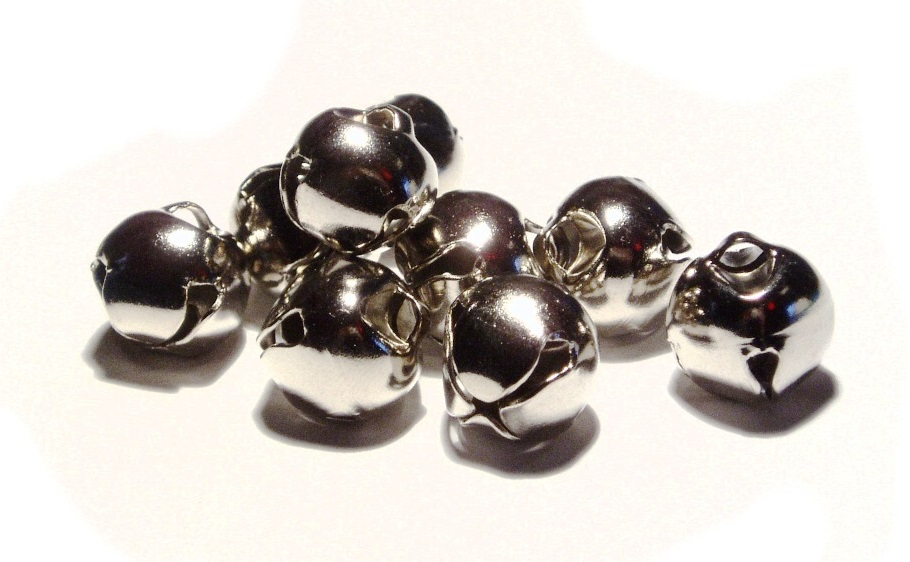
Einzelne Schellen

Ein Glockenstab, auch Schlittengeläut, Schlittenglocken, ist ein Perkussionsinstrument, bei dem mehrere Schellen (englisch jingle bells oder sleigh bells) an einem Stab aufgereiht und fest mit ihm verbunden sind. Schellen werden instrumentenkundlich Gefäßrasseln genannt. Die Kügelchen (Rasselkörper) in den einzelnen Schellen schlagen gegeneinander, wenn der Stab am Handgriff geschüttelt wird. Der Spieler kann auch mit der freien Hand auf die Hand oder den Griff des Glockenstabs schlagen. 
Bekannt ist der Einsatz von Glockenstäben im Besonderen aus Weihnachtsliedern (Jingle Bells oder Last Christmas von Wham!) bzw. generell aus weihnachtlich gestimmter Musik, aber auch aus sinfonischen Werken, wie Carmina Burana von Carl Orff oder der 4. Sinfonie von Gustav Mahler. 
Zu nennen ist auch die Musikalische Schlittenfahrt von Leopold Mozart, die sich auf Faschingsfahrten mit dem Pferdeschlitten bezieht.
Beim namensgebenden Schlittengeläut, das den Zugpferden eines Schlittengespanns umgehängt wird, sind mehrere Schellen oder kleine Glöckchen an eine Schnur, ein Lederband oder eine Kette gebunden. Ein Schlittengeläut kann auch auf dem Joch als Schellenbaum aufgesetzt werden.

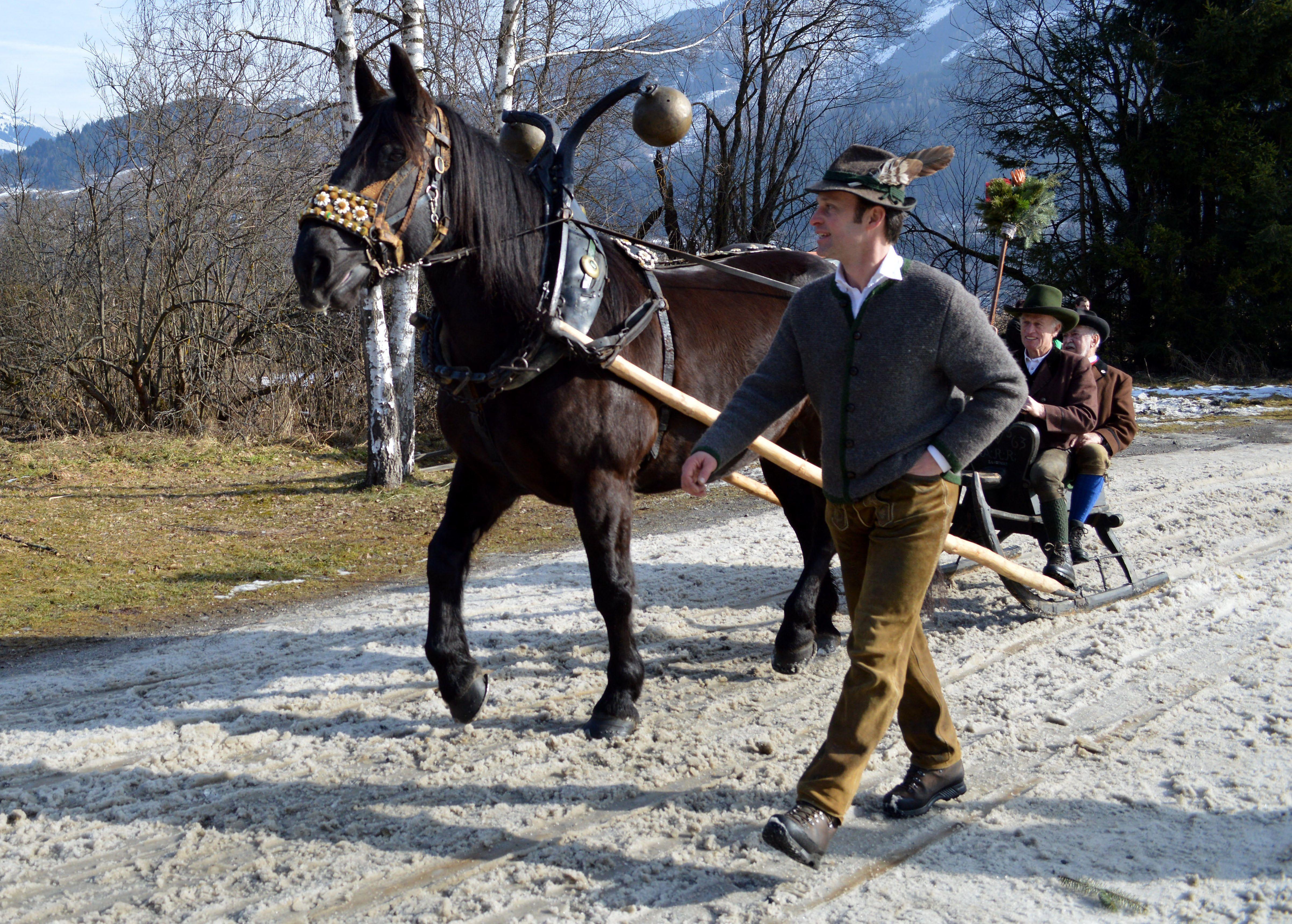
Auf dem Joch aufgesetzte Schellen

Ein anderes Schüttelidiophon ist der Schellenkranz oder Schellenring, bei dem in Ringform Zimbeln angeordnet sind.